# جونو و پیکاک (فیلم)
جونو و پیکاک (انگلیسی: Juno and the Paycock) فیلمی کمدی به کارگردانی آلفرد هیچکاک است که در سال ۱۹۳۰ منتشر شد. از بازیگران آن می‌توان به سارا آلگود، بری فیتزجرالد و جان لوری اشاره کرد.